# Giuseppe Alberghini

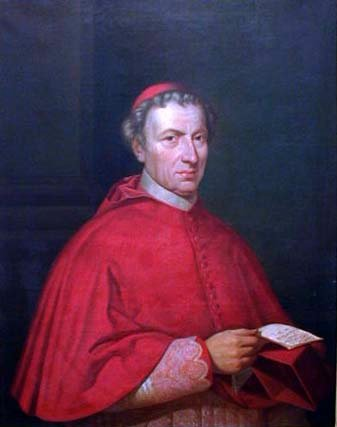
Giuseppe Kardinal Alberghini

Giuseppe Alberghini (* 13. September 1770 in Cento (Emilia-Romagna); † 30. September 1847 in Rom) war ein Kardinal der Römischen Kirche.

## Leben
Alberghini begann in Bologna mit dem Studium der Rechtswissenschaften und beendete sein Studium in Rom. Wann er die Priesterweihe empfing, ist unbekannt. Mitglied der römischen Kurie, wurde er am 23. Juni 1834 von Papst Gregor XVI. in pectore zum Kardinal erhoben, was am 6. April 1835 publiziert wurde. Als Titelkirche erhielt er Santa Prisca zugewiesen. Kardinal Alberghini nahm am Konklave von 1846 teil, das Papst Pius IX. wählte.
Giuseppe Alberghini starb 1847 in Rom und wurde, seinem Testament entsprechend, in der römischen Kirche Il Gesù beigesetzt.